# Muurmosschijfje
Het muurmosschijfje (Octospora musci-muralis) is een kleine oranje paddenstoel uit de familie Pyronemataceae. Het is een biotrofe parasiet van mossen, en komt voor op muren bij het gewoon muisjesmos (Grimmia pulvinata). Hij infecteert de rhizoïden.

## Kenmerken
De apothecia zijn 1 tot 5 mm in diameter. Het hymenium is oranje en de rand is bleker. Het hymenium heeft een hoogte van 150 tot 200 µm.
De ascosporen zijn glad, met een of twee grote olie druppels, ellipsoïde tot subcilindrisch, met bijna evenwijdige wanden in het midden en breed afgeronde uiteinden en meten 22-30 × 8-11 µm  De asci zijn 8-sporig, J-, hebben een afmeting van 150-200 × 20-30 µm en hebben tweezijdig gerangschikte sporen. De parafysen zijn gesepteerd, slank, vertakt nabij de basis met gevorkt, gezwollen (ca 4-7 µm breed) en scherp gebogen toppen.

## Verspreiding
Het muurmosschijfje komt voor in een aantal Europese landen. In Nederland komt het matig algemeen voor. Het staat niet op de rode lijst en is niet bedreigd.

## Foto's

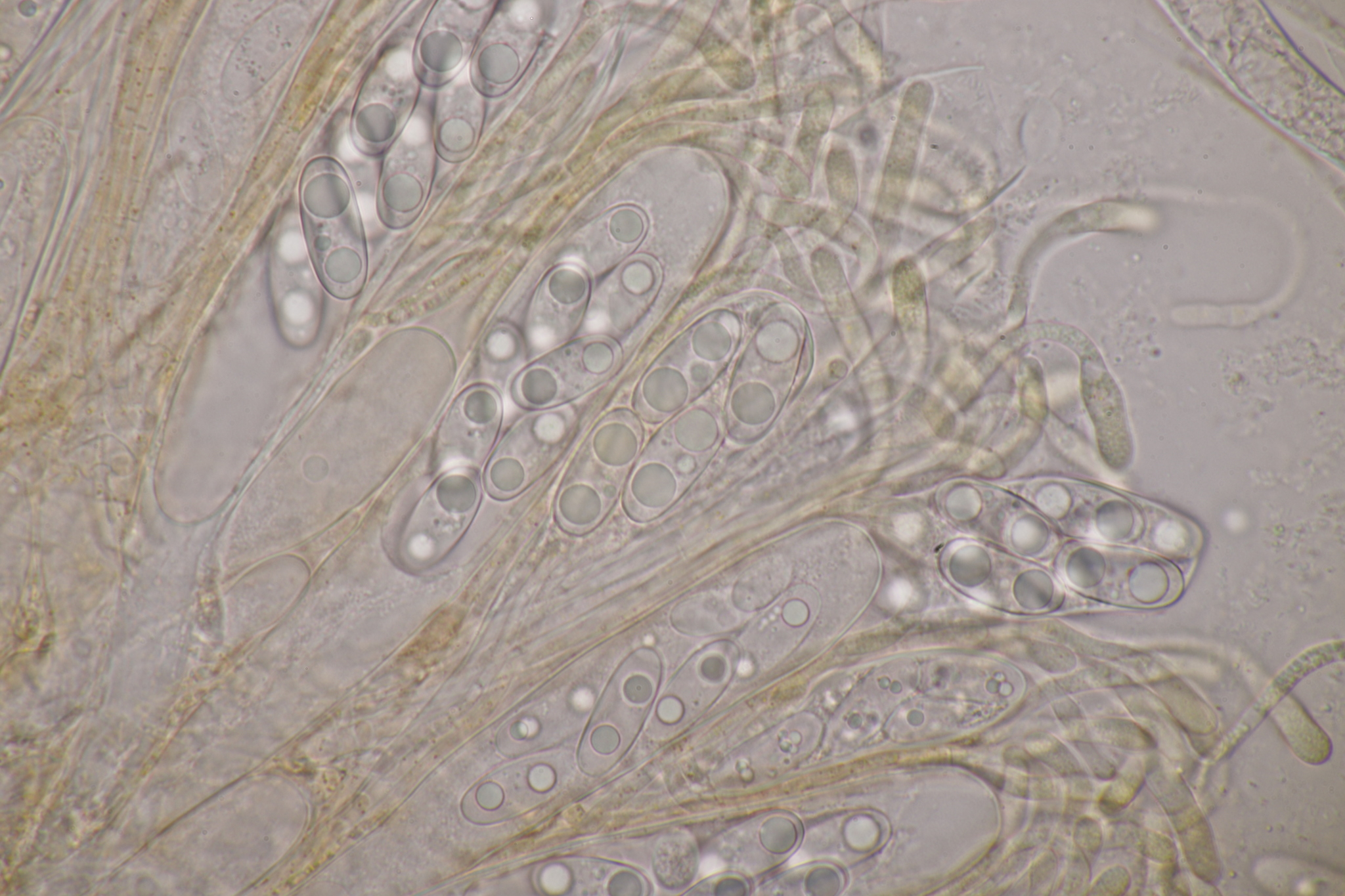
Asci met sporen